# Diana Redhouse

Logo von Amnesty International in seiner heutigen Form

Diana Redhouse (* 26. April 1923 in London; † 19. Oktober 2007) war eine britische Künstlerin. Ihr bekanntestes Werk ist das Logo der Organisation Amnesty International.
Diana Redhouse wuchs in einer jüdischen Familie mit russisch-polnischen Wurzeln auf. Sie besuchte eine Klosterschule, bis sie 16 Jahre alt war. 1943 wurde sie in die Armee eingezogen, um Ausstellungen zu konzipieren, die die britischen Truppen positiv darstellten. Nach dem Ende des Zweiten Weltkriegs erhielt sie einen Platz an der St Martins School of Art. Sie heiratete Alexander Redhouse, einen Architekten, mit dem sie zwei Töchter hatte.
1961 las sie den Zeitungsartikel The Forgotten Prisoners von Peter Benenson, der Anlass für die Gründung von Amnesty International war. Redhouse schloss sich einer Gruppe in Hampstead an. Sie blieb bis an ihr Lebensende Mitglied der Organisation.
Die von Diana Redhouse entworfene Grafik einer Kerze hinter Stacheldraht ist – in leicht erneuerter Fassung – bis heute das Logo von Amnesty International.